# Катеринівка (Сарненський район)
Катери́нівка — село в Україні, у Немовицькій сільській громаді Сарненського району Рівненської області. Населення становить 797 осіб. До 2017 орган місцевого самоврядування — Немовицька сільська рада.

## Історія
В 1893 року із села Сичівка Уманського району Черкаської області до околиць села Немовичі переселились 184 родини безземельних селян. Оселившись на рівненському Поліссі, селяни мріяли вибитися зі злиднів і викупили під Сарнами в поміщиці Катерини Баркової 1200 десятин землі. Таким чином виросло поселення, назване в честь «благодійниці» — визискувачки Катеринівкою.
В 1922 році тут стали оселятися осадники: поляки і німці які також скупили частину землі у поміщиці. Німець Тазрейтер на своїй землі побудував маєток і займався вирощуванням зернових культур та городини. Поляк Ромашевський, придбав частину землі, на якій збудував двоповерхові конюшні і розводив коней. Частину землі викупив поляк Курак і заможний український селянин Лизун, заволодівши частиною лісу.
Під час колективізації, яка розпочалась в 1939 році, всіх багатих осадників, котрі мали маєтки і багато землі вивезли до Сибіру, а бідніших господарів виселили до Німеччини, Польщі, звідки ті приїхали.
Неможливо сьогодні не віддати шану відомому поету Західної України Климу Ткачу, який своїм поетичним словом протистояв соціальній несправедливості, людині яка була серед тих перших безземельних селян: Карпенків, Добриднів, Столярів, Замороків… які започаткували село. Народився Клим Автомонович Ткач 21 жовтня 1882 року в селі Сичівка Уманського району Черкаської області. Шукаючи кращої долі, сім'я Ткачів разом з односельцями переселяється на Полісся. Переселення не принесло полегшення. Клим Ткач маючи одинадцять років, займався непосильною працею. У роки першої світової війни Ткач був мобілізований у царську армію й відправлений на фронт. За героїзм і мужність рядовий солдат нагороджений Георгіївським хрестом II, III, IV ступенів і возведений в прапорщики. Повернувшись, у зв'язку з хворобою в Катеринівку, Клим Ткач включається в активне політичне життя односельчан і згуртовує їх для боротьби з кайзерівськими загарбниками…
З початку Великої Вітчизняної війни поет проводить антифашистську діяльність, вселяючи віру своїм односельчанам у неминучу перемогу над ворогом, чим і викликав злобу у ворогів, які в ніч на 13 вересня 1943 року вдерлися в будинок поета. Самого Ткача та його побратима Федора Карпенка забрали з собою в ліс, де їх по-звірячому вбили.
Петро Миколайович Іванов, народний умілець і талант для якого мистецтво і музика були пристрастю, росіянин. Народився 7 березня 1924 року в селі Варваренка Красноярського краю в багатодітній родині, з шести років після смерті матері, виховувався в дитячому будинку в місті Мінусінську, де і закінчив фабричне заводське училище. Після закінчення працював на військовому заводі фрезейровщиком і тому мав «бронь», яка завадила йому потрапити на фронт. В 1944 році його спроба втекти на війну закінчилась тим, що він був затриманий комендатурою і направлений в полкову артилерійську школу. Доки навчався війна закінчилась. Багато йому довелося побачити і пережити, але це не відвернуло його доброго погляду на життя і це відчувається в його картинах: «Утро в сосновом бору», «На кладці», «Біля річки», «Лесная тишь». З 1954 року за призначенням працював в Катеринівській виправній колонії на посаді — черговий помічник начальника колонії. Помер народний художник 5 лютого 2003 року.
Станом на 2014 рік в селі проживає 737 чоловік. Функціонують: аптека, медпункт, школа, дитсадок, церква, молитовний будинок, пошта, банкомат, стадіон, продовольчі і промислові магазини. З 1995 року село газифіковане.
Першою бібліотекаркою і завідувачкою клубу була Чернушенко Євгенія Тарасівна, дочка колишнього голови колгоспу «Червона зірка» який проіснував до 1950 року. Вся література була на польській мові. Вже в 1963 році заклади культури були перенесені в приміщення гуртожитку. Де в одному крилі жили люди, а в іншому розмістили клуб і бібліотеку. Протягом 1974—1976 років було збудовано клуб. В новозбудованому клубі з 1976 року бібліотека займала одну з кімнат. В 2002 році відбулось об'єднання публічних і шкільних бібліотек, і з цього часу сільська бібліотека виконує функції публічно-шкільної бібліотеки. Тісно співпрацює з клубом і школою. Проте згодом сільський клуб занедбали, і в 2012 році після реконструкції осередку культури відкрили спортивну залу. А в 2013 році с. Катеринівка Немовицької сільської ради в районному конкурсі «Найкраще спортивне село 2012 року» у категорії сіл до 750 чоловік, отримує нагороду за І місце.
Перша школа за словами очевидців, знаходилась в маєтку господаря  Феофана Лизуна. Навчання викладалось на польській мові, після війни школа була перенесена в інший маєток  де і проіснувала до 1989 року. Згодом була перенесена в приміщення сільського клубу, а пізніше в роту військової частини. В 2003 році за декілька місяців було збудовано нову школу.
Під час звільнення Сарненщини в селі був розміщений військовий госпіталь. Пізніше цей госпіталь був переобладнаний на лікувальний заклад витверезник — який на сьогоднішній день з 1964 року виконує функції дитячого садочка «Дзвіночок».
На території села збереглись дві будівлі побудовані поляками. Одна з них знаходиться в Катеринівській установі ВК-46, інша передана під житловий будинок і має назву — «Бастілія». В минулому це були казарми польського війська.
17 квітня 1970 році до 100-річчя дня народження В. І. Леніна, під керівництвом начальника Катеринівської виправної колонії  Дендеберова Олександра Максимовича, було видане розпорядження посадити сад, який згодом назвали «Комсомольський».
Від виникнення в селі ніколи не було церкви. Лише у 2004 році на день великомучениці Катерини священослужителі з Немович і Зносич освятили будівництво храму. Розпочали будівництво храму святої Катерини з благословення архієпископа Анатолія. На Поліссі це єдина святиня, названа іменем великомучениці Катерини.
3 червня 2015 року в селі активісти «Правого сектору», бійці 10-го ЗБАТ ДУК ПС разом та частина мешканців Катеринівки знесли «пам'ятник Дзержинському».

## Населення
За переписом населення 2001 року в селі мешкали 792 особи.

### Мова
Розподіл населення за рідною мовою за даними перепису 2001 року:
| Мова       | Відсоток |
| ---------- | -------- |
| українська | 97,37 %  |
| російська  | 2,13 %   |
| білоруська | 0,50 %   |